# Tomaž Žemva
Tomaž Žemva, né le 18 août 1973 à Pokljuka, est un biathlète slovène.

## Biographie
Il est à l'origine fondeur, comme son grand-père Lovro Žemva.
Il fait ses débuts en Coupe du monde en 1993-1994. Lors de la saison suivante, il marque des points pour l'unique reprise dans sa carrière avec une 19e place sur l'individuel de Pokljuka. En 1997, en terminant troisième du relais à Nagano, il monte sur son seul podium dans la Coupe du monde.
Il prend part aux Jeux olympiques d'hiver de 1998.

## Palmarès

### Jeux olympiques d'hiver
| Épreuve / Édition           | Individuel | Sprint | Relais |
| Jeux olympiques 1998 Nagano | 42e        | 61e    | -      |

- — : N'a pas participé à l'épreuve.

### Coupe du monde
- Meilleur classement général : 49e en 1997.
- 1 podium en relais : 1 troisième place.
- Meilleur résultat individuel : 19e.